# Larry Brown (escritor)
William Larry Brown (9 de julio de 1951 - 24 de noviembre de 2004) fue un escritor de novelas y relatos de ficción, nacido y fallecido en Yocona (Misisipi, Estados Unidos), cerca de la ciudad de Oxford.

## Biografía
Era hijo de Leona Barlow Brown, funcionaria de correos y propietaria de una tienda, y de Knox Brown, agricultor y veterano de la Segunda Guerra Mundial. Sus padres influyeron en su obra: la madre le inculcó la pasión por la literatura, y las historias que le explicaba su padre sobre la guerra quedaron reflejadas en sus escritos.

Se graduó en el instituto en Oxford (Misisipi), en 1969, pero no fue a la universidad, optando en cambio por alistarse en los Marines por un periodo de dos años. Allí escuchó numerosas historias de veteranos de la Guerra de Vietnam, que más tarde reflejaría en sus escritos.

Trabajó como pintor, leñador, limpiador de alfombras y carpintero, antes de unirse al Departamento de Bomberos de la ciudad de Oxford, en 1973. En 1974 se casó con Mary Annie Coleman, con la que tendría tres hijos.
Era un ávido lector, y empezó a escribir, en el tiempo libre que le dejaba su trabajo de bombero. En su libro "Sobre el fuego", explica sus problemas para dormir en el cuartel de bomberos, y cómo se mantenía despierto leyendo y escribiendo mientras sus compañeros dormían. En esa época, al parecer, llegó a escribir cinco novelas y docenas de historias cortas, todas ellas no publicadas.
Su primera publicación fue un relato aparecido en la revista "Easyriders", una revista para moteros. Tomó clases de escritura en la University of Mississippi. A partir de 1990, tras la publicación de sus primeros libros, Brown pasó a dedicarse a la escritura a tiempo completo.
Brown murió de un ataque al corazón, el 24 de noviembre de 2004, a los 53 años, cerca de Oxford (Mississippi).

## Estilo literario
Brown era un enamorado de la naturaleza, y eso se observa en sus descripciones. Pero esos momentos tiernos no dejan de estar en medio de una dureza tanto de historias como de personajes.
Su obra se caracteriza por un realismo "granuloso" (sucio) con violencia tanto implícita como explícita. Se le puede considerar un autor de Country noir.
Ha sido comparado con otros escritores sureños, incluidos Cormac McCarthy, William Faulkner y John Cheever. En entrevistas y algunos ensayos, el propio Brown reconoce estar influenciado por esos escritores y por otros como Flannery O'Connor, Raymond Carver y Bonnie Jo Campbell. Brown también ha citado a músicos contemporáneos entre sus influencias, como Leonard Cohen.
Sus personajes son sobre todo rednecks. Gente básicamente desesperada y resignada a su suerte.

## Obra

### Relatos y cuentos
- Facing the Music. 1988. Algonquin Books. ISBN 978-0-912697-91-8.
  - Edición en castellano: Dar la cara. 2018. Dirty Works. ISBN 978-84-947750-3-1.[5]
- Big Bad Love. 1990. Algonquin Books. ISBN 978-0-945575-46-7.
  - Edición en castellano: Amor malo y feroz. 2010. Bartleby. ISBN 978-84-927991-8-3.[3]
- Tiny Love. 2019. Algonquin Books. ISBN 9781616209759. Recopilación completa de sus relatos. No traducida al castellano

### Novela
- Dirty Work. 1989. Algonquin Books. ISBN 978-0-945575-20-7.
  - Edición en castellano: Trabajo sucio. 2015. Dirty Works. ISBN 978-84-944141-0-7.
- Joe. 1991. Algonquin Books. ISBN 978-0-945575-61-0.
  - Edición en castellano: Joe. 2021. Dirty Works. ISBN 978-84-12-11285-6.
- Father and Son. 1996. Algonquin Books. ISBN 978-1-565-12014-3.
  - Edición en castellano: Padre e hijo. 2016. Dirty Works. ISBN 978-84-944141-6-9.
- Fay. 2000. Algonquin Books. ISBN 978-1-565-12168-3. No traducida al castellano.
- The Rabbit Factory. 2003. Free Press. ISBN 978-0-7432-5004-7. No traducida al castellano.
- A Miracle of Catfish. 2007. Shannon Ravenel Book. ISBN 978-1-565-12536-0. No traducida al castellano.

### Narrativa autobiográfica
- On Fire. 1994. Algonquin Books. ISBN 978-1-565-12009-9.
  - Edición en castellano: Sobre el fuego. 2019. Dirty Works. ISBN 978-84-12-11280-1.

### Ensayo
- Billy Ray's Farm: Essays from a Place Called Tula. 2001. Algonquin Books. ISBN 978-1-565-12167-6. No traducida al castellano.

## Premios
- Mississippi Institute of Arts and Letters Award (1989).[8]
- Lila Wallace- Readers Digest Award.
- Mississippi's Governor's Award for Excellence in the Arts (2000).
- Southern Book Award for Fiction (2 veces, 1992 y 1997).

## Cine y televisión
- Big Bad Love. 2002. USA. Dirigida por Arliss Howard. Protagonizada por Arliss Howard y Debra Winger. Basado en los relatos de la obra del mismo nombre.[película 1]
- Joe. 2013. USA. Dirigida por David Gordon Green. Protagonizada por Nicolas Cage y Tye Sheridan. Basado en la novela del mismo nombre.[película 2]
- The Rough South of Larry Brown. 2011. USA. Documental dirigido por Gary Hawkins, sobre la vida y obra de Larry Brown.